# Rosalienkapelle Ritzing

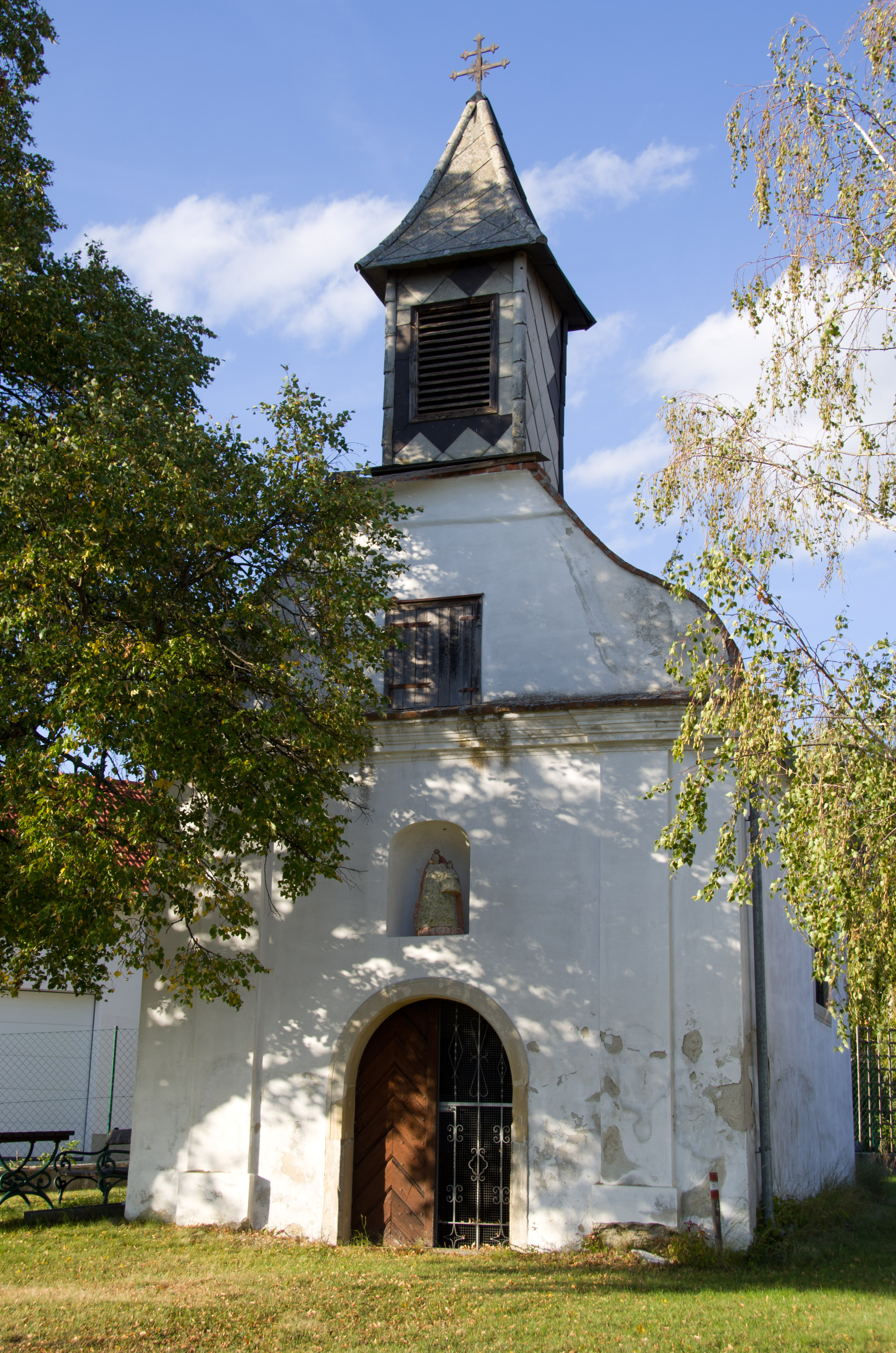
Kath. Kapelle hl. Rosalia in Ritzing

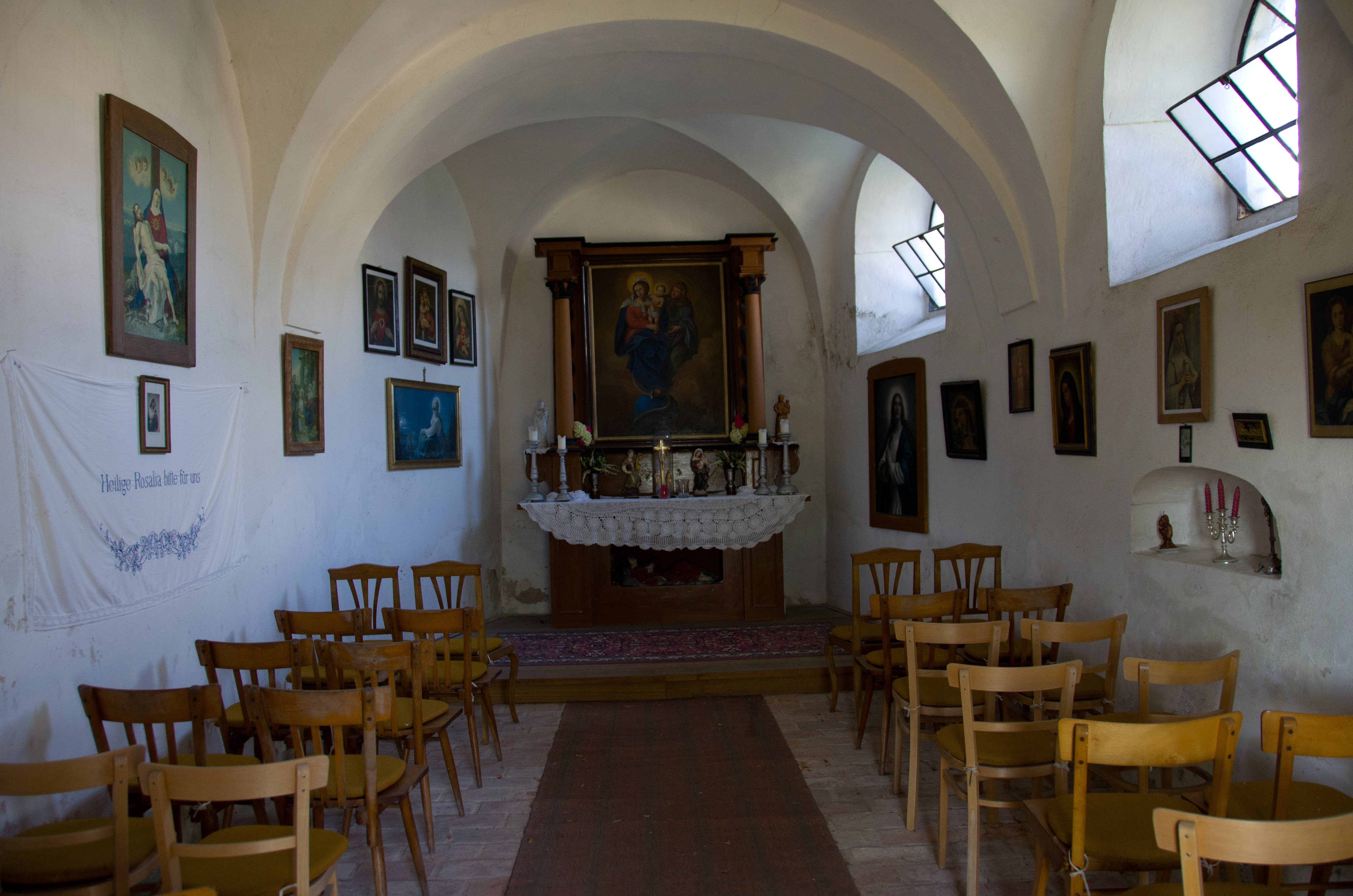
Kapelleninneres zum Altar

Die Rosalienkapelle steht oberhalb des Dorfes in der Gemeinde Ritzing im Bezirk Oberpullendorf im Burgenland. Die auf die Heilige Rosalia geweihte Kapelle der Pfarrkirche Ritzing gehört zum Dekanat Deutschkreutz der Diözese Eisenstadt. Die Kapelle steht unter Denkmalschutz (Listeneintrag).

## Geschichte
Die Kapelle wurde von einem Ortsbewohner gestiftet und 1732 erbaut. Der Stifter war 1717 als Soldat unter Prinz Eugen von Savoyen an der Schlacht um Belgrad beteiligt.

## Architektur
Die einfache barocke Kapelle unter einem Satteldach  mit einem Dachreiter unmittelbar hinter der Giebelportalfront schließt bei der Apsis mit einem Dreiachtelschluss. Die Giebelfront hat links und rechts zwei Pfeilervorlagen, dazwischen das Rundbogenportal mit einem Steingewände, darüber eine Wandnische mit der Steinfigur Madonna mit Kind als Glockenmadonna nach dem Eisenstädter Gnadenbild. Unter der Traufe verläuft ein profiliertes Gesims, welches auch die Giebelfront durchläuft. Der Giebel schließt oben gerade und ist seitlich geschwungen. Die Kapelle hat im Osten längsseitig zwei Rundbogenfenster.
Die Kapelle ist innen kreuzgratgewölbt.